# Breaking Me
Breaking Me (englisch für „Mich brechen“) ist ein Lied des deutschen Musikers Topic, das in Zusammenarbeit mit dem schwedischen Sänger A7S entstand.

## Entstehung und Artwork
Breaking Me wurde von den beiden Interpreten selbst – unter ihren bürgerlichen Namen Alexander Tidebrink (A7S) und Tobias Topic (Topic) – gemeinsam mit den Koautoren Molly Irvine und Rene Miller geschrieben. Für die Abmischung und die Produktion zeichnete eigens Topic verantwortlich. Das Mastering erfolgte unter der Leitung des Berliner Tontechnikers Lex Barkey.
Auf dem Frontcover der Single ist – neben Künstlernamen und Liedtitel – ein beschädigter Teddybär, vor einem magentafarbenen Hintergrund, zu sehen. Bei dem Teddybär sind der Bauch sowie das linke Auge aufgeplatzt, woraus die Füllung herausquillt. Über dem rechten Auge befindet sich ein Pflaster, am übrigen Körper befinden sich mehrere Schrammen. In seinen Händen hält der Bär eine Nähnadel und einen Nähfaden.

## Veröffentlichung und Promotion
Die Erstveröffentlichung von Breaking Me erfolgte als Download und Streaming am 19. Dezember 2019. Die Veröffentlichung erfolgte als Einzeltrack durch das Musiklabel Virgin Records, der Vertrieb erfolgte durch Universal Music Publishing. Verlegt wurde das Lied durch Junge Wilde Edition, Sony/ATV Music Publishing sowie Tobias Topic Edition. Am Tag der Singleveröffentlichung wurde zugleich eine Remix-EP, mit dem Titel Breaking Me (The Remixes), als Streaming veröffentlicht. Das Extended Play beinhaltet drei Remixaufnahmen von namhaften DJs wie Hugel oder auch Riton sowie eine Akustikaufnahme. Die Remix-EP wurde nachträglich als Download am 17. April 2020 veröffentlicht. Alle Titel der Remix-EP wurden später auch als Promo-Einzeltracks veröffentlicht. Zunächst erschien Breaking Me (Riton Remix) am 27. März 2020. Eine Woche später, am 3. April 2020, erfolgte die Veröffentlichung von Breaking Me (RetroVision Remix). Wiederum eine Woche später, am 10. April 2020, erschien die Akustikversion des Liedes. Am 16. April 2020 erschien letztendlich mit Breaking Me (HUGEL Remix) der letzte Titel aus der Remix-EP. Um das Lied zu bewerben, erfolgte unter anderem ein gemeinsamer Liveauftritt in der ultimativen Chartshow. Am 9. Dezember 2022 performte Topic das Lied gemeinsam mit Nico Santos bei der Verleihung der 1 Live Krone.

## Inhalt
Der Liedtext zu Breaking Me ist in englischer Sprache verfasst. Der Titel bedeutet ins Deutsche übersetzt so viel wie „Mich brechen“. Die Musik und der Text wurden gemeinsam von Molly Irvine, Rene Miller, Alexander Tidebrink (A7S) und Tobias Topic (Topic) geschrieben beziehungsweise komponiert. Musikalisch bewegt sich das Lied im Bereich des House. Das Tempo beträgt 122 Schläge pro Minute. Die Tonart ist as-Moll. Inhaltlich geht es in Breaking Me darum, dass man seinen „Herzschmerz“ einfach wegtanzen solle.
Aufgebaut ist das Lied auf einem Intro, zwei Strophen sowie einem Refrain. Das Lied beginnt mit dem kurzen Intro, das lediglich aus der Zeile „La-la-la-la, la-la-la-la“ besteht, ehe die erste Strophe mit seinen vier Zeilen folgt. Auf die erste Strophe folgt zunächst ein sogenannter „Pre-Chorus“, ehe sich der eigentliche Refrain anschließt. Nach dem ersten Refrain folgt die zweite, erneut aus vier Zeilen bestehende, zweite Strophe und zum Abschluss des Liedes der zweite Refrain. Topic wirkt an dem Stück nur als Produzent mit, der Gesang wurde komplett von A7S übernommen.
| „And I’ll be singing, la-la-la-la, la-la-la-la. You’re breaking me, la-la-la-la, la-la-la-la. (3×) I’m just right here dancing around to the rhythm. The rhythm that you play when you’re breaking my heart. You know that I can’t get you out of my system. Yeah, right from the start, you played with my heart. And I’ll be singing, la-la-la-la, la-la-la-la. You’re breaking me, la-la-la-la, la-la-la-la. (3×) You’re breaking me.“ – Refrain, Originalauszug | „Und ich werde singen. La-la-la-la, la-la-la-la. Du brichst mich. La-la-la-la, la-la-la-la. (3×) Ich bin genau richtig hier und tanze zum Rhythmus herum. Den Rhythmus, den du spielst wenn du mein Herz brichst. Du weißt, dass ich dich nicht einfach aus meinem Leben werfen kann. Ja, von Anfang an hast du mit meinem Herzen gespielt. Und ich werde singen. La-la-la-la, la-la-la-la. Du brichst mich. La-la-la-la, la-la-la-la. (3×) Du brichst mich.“ – Refrain, Übersetzung |

## Musikvideo
Das Musikvideo zu Breaking Me wurde Anfang Dezember in Lissabon gedreht und feierte am 19. Dezember 2019 seine Premiere auf YouTube. Zu sehen ist eine Tänzerin, gespielt von DilaraLs, die an verschiedenen Schauplätzen zu dem Lied tanzt. Am Anfang sieht man kurz für einige Sekunden Topic, der auf einer Terrasse steht, ansonsten ist nur noch DilaraLs das restliche Video über zu sehen. Wie in einem Lyrikvideo, werden immer wieder einzelne Schlagwörter aus dem Lied eingeblendet. Die Gesamtlänge des Videos beträgt 2:46 Minuten. Regie führte Daniel Prieß. Bis Juni 2022 zählte das Musikvideo über 205 Millionen Aufrufe bei YouTube. Am 20. März 2020 wurde ein offizielles Musikvideo zur Akustikversion veröffentlicht. Dieses zeigt lediglich die beiden Interpreten das Lied aufführen. Topic begleitet A7S dabei am Piano. Aufgenommen wurde das Video durch die Cambrothers.

## Mitwirkende
| Liedproduktion - Lex Barkey: Mastering - Molly Irvine: Komponist, Liedtexter - Rene Miller: Komponist, Liedtexter - Alexander Tidebrink (A7S): Gesang, Komponist, Liedtexter - Tobias Topic: Abmischung, Komponist, Liedtexter, Musikproduzent Musikvideo - Jakob Bindert: Fotograf - Sebastian Bosse: Visueller Effekt - Cambrothers: Filmeditor, Kameramann, Regisseur (Akustikversion) - DilaraLs: Tanz - Daniel Prieß: Filmeditor, Kameramann, Regisseur | Unternehmen - Junge Wilde Edition: Verlag - Sony/ATV Music Publishing: Verlag - Tobias Topic Edition: Verlag - Universal Music Publishing: Vertrieb - Virgin Records: Musiklabel |

## Kommerzieller Erfolg

### Chartplatzierungen
Breaking Me erreichte in Deutschland Rang drei der Singlecharts und platzierte sich 14 Wochen in den Top 10 sowie 76 Wochen in den Top 100. Mit 76 Wochen Chartwochen zählt das Lied zu den erfolgreichsten Dauerbrennern in den deutschen Singlecharts. In den deutschen Dancecharts erreichte die Single die Chartspitze und konnte sich neun Wochen an ebendieser halten. Darüber hinaus erreichte Breaking Me ebenfalls die Chartspitze der deutschen Airplaycharts und konnte sich vier Wochen an dieser platzieren.
In Österreich erreichte die Single Rang zwei und musste sich lediglich The Weeknds Blinding Lights geschlagen geben. Die Single platzierte sich zwölf Wochen in den Top 10 und 63 Wochen in den Charts. In der Schweiz erreichte Breaking Me mit Rang vier seine beste Platzierung und hielt sich 23 Wochen in den Top 10 sowie 80 Wochen in den Top 100. Im Vereinigten Königreich erreichte die Single Rang drei und platzierte sich sieben Wochen in den Top 10 und 34 Wochen in den Charts. Breaking Me erreichte erstmals im April 2020 die britischen Singlecharts und ist zugleich der erste Top-75-Erfolg eines deutschen Interpreten seit über einem Jahr, zuletzt gelang dies Zedd mit 365 im Februar 2019. Mit dem Eintritt in die britischen Top 10 gelang erstmals wieder ein Top-10-Hit eines deutschen Interpreten seit über zwei Jahren, zuletzt gelang dies ebenfalls Zedd mit The Middle Anfang 2018. Im Juli 2020 erreichte die Single erstmals die US-amerikanischen Billboard Hot 100, im September erreichte sie mit Rang 53 seine höchste Chartnotierung. Die Single konnte sich 13 Wochen in den Hot 100 platzieren. Es war ebenfalls nach 365 der erste Titel eines deutschen Interpreten, der sich in den Charts platzieren konnte. Des Weiteren erreichte Breaking Me die Chartspitze in Belgien (Wallonien), Bulgarien, Portugal, der Slowakei (Airplaycharts), Tschechien (Airplaycharts) und Ungarn sowie Top-10-Platzierungen in den belgisch-flämischen und den niederländischen Singlecharts.
2020 belegte Breaking Me Rang fünf der Single-Jahrescharts in Deutschland sowie Rang fünf in Österreich, Rang vier in der Schweiz und Rang 15 im Vereinigten Königreich. In den deutschen Airplay-Jahrescharts belegte Breaking Me Rang zwei und musste sich lediglich Blinding Lights von The Weeknd geschlagen geben. 2021 belegte Breaking Me je Rang 66 der Single-Jahrescharts in Deutschland und der Schweiz.
Topic erreichte als Interpret mit Breaking Me zum fünften Mal die Singlecharts in Deutschland und Österreich sowie erstmals die Charts in der Schweiz, dem Vereinigten Königreich und den Vereinigten Staaten. Als Produzent erreichte er hiermit zum zehnten Mal die Charts in Deutschland sowie zum achten Mal in Österreich, zum zweiten Mal nach Komm mit (Liont) in der Schweiz und erstmals im Vereinigten Königreich und den Vereinigten Staaten. In seiner Autorentätigkeit ist es der vierte Charterfolg in Deutschland und Österreich sowie der erste in der Schweiz, dem Vereinigten Königreich und den Vereinigten Staaten. Tidebrink erreichte als Autor mit Breaking Me zum zweiten Mal nach Only Thing We Know (Alle Farben, Kelvin Jones & Younotus) die Singlecharts in den D-A-CH-Staaten sowie erstmals im Vereinigten Königreich und den Vereinigten Staaten. Als Interpret ist es sein erster Charterfolg. Die beiden Autoren Irvine und Miller erreichten hiermit erstmals die Charts.
| ChartsChartplatzierungen       | Höchstplatzierung | Wochen |
| ------------------------------ | ----------------- | ------ |
| Deutschland (GfK)              | 3 (76 Wo.)        | 76     |
| Österreich (Ö3)                | 2 (63 Wo.)        | 63     |
| Schweiz (IFPI)                 | 4 (80 Wo.)        | 80     |
| Vereinigte Staaten (Billboard) | 53 (13 Wo.)       | 13     |
| Vereinigtes Königreich (OCC)   | 3 (34 Wo.)        | 34     |

| ChartsJahrescharts (2020)    | Platzierung |
| ---------------------------- | ----------- |
| Deutschland (GfK)            | 5           |
| Österreich (Ö3)              | 5           |
| Schweiz (IFPI)               | 4           |
| Vereinigtes Königreich (OCC) | 15          |

| ChartsJahrescharts (2021) | Platzierung |
| ------------------------- | ----------- |
| Deutschland (GfK)         | 6           |
| Schweiz (IFPI)            | 66          |

### Auszeichnungen für Musikverkäufe
Im Juni 2022 wurde Breaking Me in Deutschland mit einer doppelten Platin-Schallplatte für über 800.000 verkaufte Einheiten ausgezeichnet. Bereits im September 2020 erreichte die Single Platinstatus. Es handelt sich hierbei nach Home um die zweite Single Topics, die in Deutschland eine Plattenauszeichnung erhielt. Für A7S ist es die erste Zertifizierung überhaupt. Am 22. April 2022 erreichte Breaking Me Doppelplatin-Status im Vereinigten Königreich, nachdem es bereits im Jahr 2020 eine Platin-Schallplatte gab. Darüber hinaus gab es auch eine Platin-Schallplatte in den Vereinigten Staaten im März 2021. Weltweit wurde die Single mit 36 Platin- und drei Diamantenen Schallplatten für über 5,1 Millionen verkaufte Einheiten ausgezeichnet.
| Land/Region                  | Auszeichnungen für Musikverkäufe (Land/Region, Auszeichnung, Verkäufe) | Verkäufe  |
| ---------------------------- | ---------------------------------------------------------------------- | --------- |
| Australien (ARIA)            | 4× Platin                                                              | 280.000   |
| Belgien (BRMA)               | 2× Platin                                                              | 80.000    |
| Brasilien (PMB)              | 2× Diamant                                                             | 320.000   |
| Dänemark (IFPI)              | 2× Platin                                                              | 180.000   |
| Deutschland (BVMI)           | 2× Platin                                                              | 800.000   |
| Frankreich (SNEP)            | Diamant                                                                | 333.333   |
| Griechenland (IFPI)          | Platin                                                                 | 20.000    |
| Italien (FIMI)               | 3× Platin                                                              | 210.000   |
| Kanada (MC)                  | 6× Platin                                                              | 480.000   |
| Neuseeland (RMNZ)            | Platin                                                                 | 30.000    |
| Polen (ZPAV)                 | 3× Platin                                                              | 60.000    |
| Portugal (AFP)               | 4× Platin                                                              | 40.000    |
| Österreich (IFPI)            | 3× Platin                                                              | 90.000    |
| Spanien (Promusicae)         | 2× Platin                                                              | 120.000   |
| Vereinigte Staaten (RIAA)    | Platin                                                                 | 1.000.000 |
| Vereinigtes Königreich (BPI) | 2× Platin                                                              | 1.200.000 |
| Insgesamt                    | 36× Platin · 3× Diamant ·                                              | 5.243.333 |